# Klamath Mountains
Klamath Mountains (česky Klamatské hory) je soustava pohoří v severozápadní Kalifornii a jihozápadním Oregonu, ve Spojených státech amerických. Rozkládá se od pobřeží Tichého oceánu ke Kaskádovému pohoří. Je součástí Pacifického pobřežního pásma. Nejvyšší horou je Mount Eddy s 2 751 m.

## Geografie a geologie
Zalesněné hřebeny mají průměrnou nadmořskou výšku okolo 1 800 m, nejvyšší štíty pak přesahují 2 500 m. Pohoří se rozkládá na ploše okolo 25 000 km². Největší délku má 240 km, největší šířku 180 km. Více než dvě třetiny Klamatských hor leží na území Kalifornie, menší třetina leží v Oregonu. Složení hornin je různorodé, základ tvoří serpentinit a mramor.

## Členění
- Siskiyou Mountains
- Marble Mountains
- Scott Mountains
- Trinity Mountains
- Salmon Mountains
- Yolla-Bolly Mountains